# Unnur Birna Vilhjálmsdóttir
Unnur Birna Vilhjálmsdóttir sinh ngày 25 tháng 5 năm 1984 tại Reykjavík, thủ đô của Iceland. Cô đoạt vương miện Hoa hậu Thế giới 2005 vào ngày 10 tháng 12 năm 2005 tại nhà hát Vương miện của Sắc đẹp ở Tam Á, Trung Quốc.
Unnur Birna đang học ngành nhân chủng học tại Đại học Iceland. Cô cũng đang theo đuổi ngành luật với mong muốn trở thành một luật sư. Vào mùa hè năm 2005, cô đăng ký làm cảnh sát ở sân bay quốc tế Keflavik ở Iceland. Ngoài ra ở trường đại học, Unnur là chủ tịch của câu lạc bộ hoạt động xã hội và dạy khiêu vũ. Cô còn thích đóng phim, ca hát, trượt tuyết, cắm trại, chơi đàn piano và nhiều sở thích khác nữa.
Trong suốt quá trình cuộc thi Hoa hậu Thế giới 2005 diễn ra, cô đã được nhận định là một ứng cử viên nặng ký. Tuy nhiên hoa hậu Philippines, Carlene Aguilla mới là ứng cử viên số một cho danh hiệu này. Unnur Birna là hoa hậu đầu tiên của Bắc Âu lọt vào vòng bán kết nhờ số phiếu bình chọn của khán giả, tiếp đến là các hoa hậu Bắc Ireland và Nga. Cô được trao danh hiệu Nữ hoàng sắc đẹp khu vực Bắc Âu và lọt tiếp vào Top 6. Cuối cùng cô đã xuất sắc đăng quang ngôi vị Hoa hậu Thế giới 2005 từ hoa hậu tiền nhiệm người Peru, Maria Julia Mantilla.
Điều thú vị là mẹ của cô là Unnur Steinsson cũng đã giành vương miện Hoa hậu Iceland 1983 và lọt Top 7 cuộc thi Hoa hậu Thế giới 1983. Khi tham gia cuộc thi, bà đã mang thai Unnur Birna và mặc dù điều này là trái với quy định cuộc thi nhưng nó đã không được phát hiện cho đến khi cuộc thi kết thúc.
Unnur Birna là hoa hậu thứ ba của Iceland giành được danh hiệu Hoa hậu Thế giới danh giá. Cô cũng là Hoa hậu Thế giới tại vị ngắn nhất trong lịch sử, chỉ 293 ngày, trước khi cô trao vương miện cho Hoa hậu Thế giới 2006 từ Cộng hòa Séc, Taťána Kuchařová.